# Арчинці

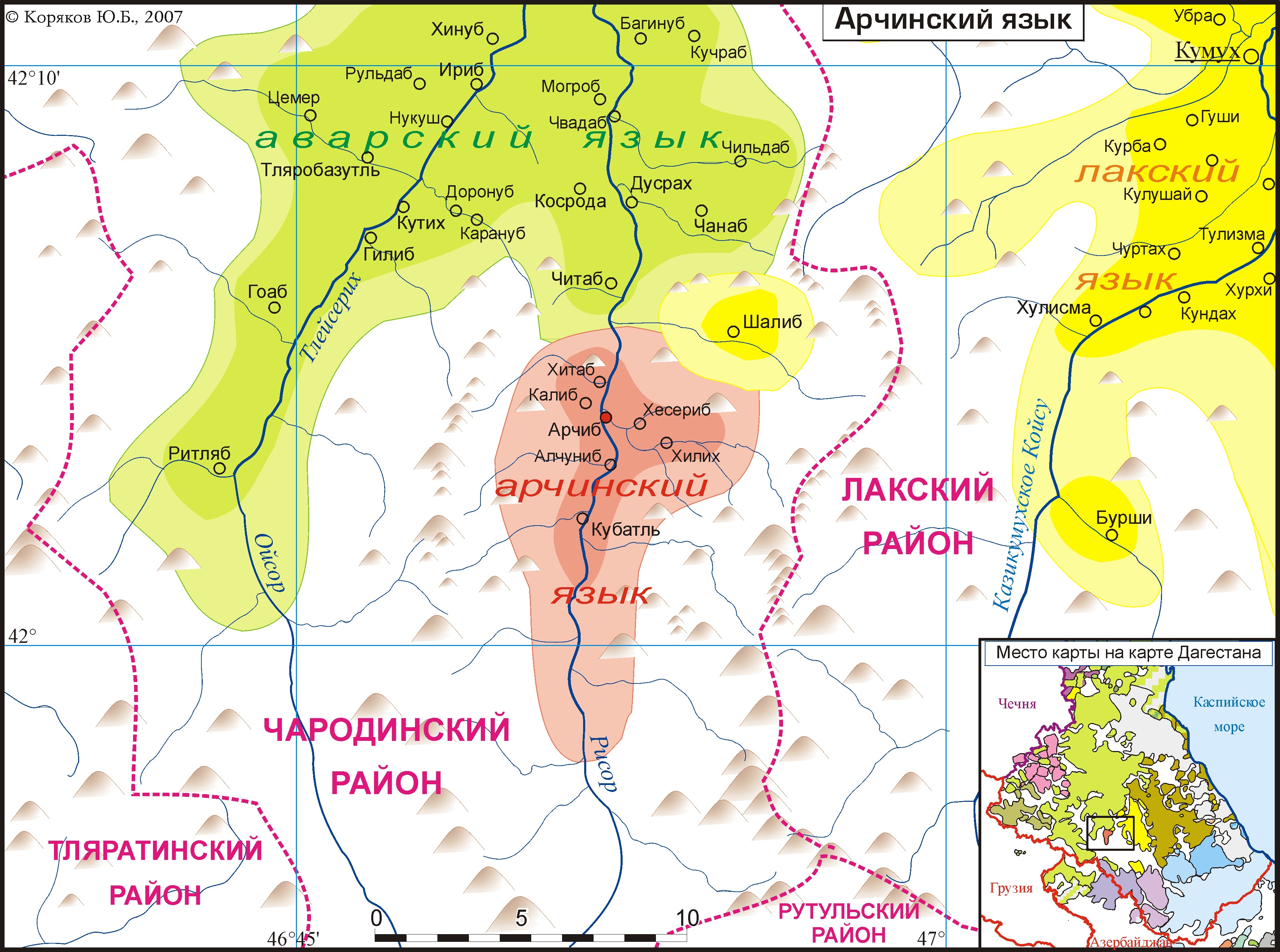
Арчинські села в Дагестані

А́рчинці (самоназва — аршишттіб) — кавказька етнічна група у Російській Федерації, корінний народ Дагестану. Розселення арчинців на сьогодні обмежується Чародинським районом. За походженням мови вони відносяться до лезгинських народів, хоча себе представляють як частину аварців, тому в офіційних матеріалах починаючи з 1939 року зараховуються саме до їхньої кількості.

## Чисельність
Чисельність арчинців за неофіційними даними становить 1,2-5 тисяч, але згідно з останнім переписом населення 2010 року арчинцям визнало себе лише 6 осіб. Це пояснюється тим, що самі себе арчинці представляють як частину саме аварців, а не лезгинів, до групи народів яких вони відносяться науковцями за мовою. За даними 1866 року арчинців нараховувалось приблизно 600 осіб, у 1886 році — 800, а у 1926 році — майже 900 осіб. Згідно з переписом за 2002 рік офіційно нараховувалось лише 89 арчинців, з яких 65 проживало у Москві.

## Історія
За походженням арчинці перебувають у досить курйозних умовах: за мовою вони відносяться до лезгинських народів, за національністю — до аварців, а за культурою — до аварців та лакців. Перші ґрунтовні дослідження народу проводились у 1960-их роках у вигляді дисертації О.Кахадзе, який відніс арчинців саме до лезгинської групи. Але зроблено це було поспіхом, тому що відбулось лише порівняння арчинської мови з лезгинською.
Археологічне вивчення території розселення арчинців систематично не проводилось, однак могильники, які були вивчені, містять у собі керамічний матеріал та плити із солярними знаками. Це доводить гіпотезу заселення території в епоху ранньої бронзи, тобто у 3-2 тисячоліття до н. е. Знайдені арабомовні куфічні пам'ятники 10 століття вказують на поширення тут ісламу. У історичних хроніках Мухаммеда Рафі (14-16 століття) поряд з іншими народами Дагестану згадуються і арчинці.
У 17-18 століттях арчинці знаходились у залежності від казикумухських володарів, на початку 19 століття народ входив до складу Казикумухського ханства. Протягом 19 століття мали тісні зв'язки з аварцями, об'єднувались з ними у єдиний союз.

## Назва
Самоназва народу — аршишттіб або аршиштіб. Лакці називають їх арчі, аварці — рочисал або арчисел. Аварців самі арчинці називають ярттініб, лакців — гьаманніб, лезгинів — ахти-курал, кумиків — к'арк'алінніб, даргинців — х'уппашттіб, ц'адах'ришттяб або гурттанішттіб.

## Розселення
Арчинці проживають в основному на території Чародинського району Дагестану, у верхній течії річки Хатар, а також, але у меншій мірі, у Гунібському, Тляратинському та Хівському районах. До першої половини 20 століття вони проживали лише у поселенні Арчиб (або Рочиб) і то лише у літній період. Інший час вони знаходились на хуторах духхурум з капітальними будинками, господарськими будівлями та зимівниками для овець мал'ї. Після встановлення радянської влади та після колективізації у 1930-их роках пасовищні землі арчинців були передані державі, а сам устрій проживання кардинально змінився. Арчиб знелюднився і перетворився на «груду напівзруйнованих закинутих жител, які дивно вимальовуються своїми контурами на вершині гребня», як описував Є.Шиллінг.
Станом на 1944 рік у поселенні залишилось всього 45 із 253 господарств, інші переселились на постійне проживання на хутори. Ті у свою чергу розрослись на перетворились в окремі поселення — Кдала (Кадіб), Л'атта (Хітаб), К'єсер (Кесер), Хіліх (Хіліх), Алшуна (Алчуніб), К'убак (Кубатль). Частина арчинців після колективізації були переселені до Гунібського району у поселення Салта, Кудалі, Кегер тощо, а також до Киргизстану та Азербайджану. Декілька родин переселились до Лакського району, а з 1960-их років до міст Дагестану (Махачкала, Буйнакськ, Каспійськ та Кізляр).

## Побут
Основне заняття арчинців — скотарство, особливо вівчарство, та землеробство. Серед ремісництв поширення набули шерстяне ткацтво, виготовлення паласів, різьба по дереву.
Арчинці проживають в одно-, дво-, рідше у багатоповерхових кам'яних будинках, з пласкими дахом. До житла прибудовані господарські будівлі. З 20 століття з'явились також будинки з галереями по фасаду, зменшились поверхи та кількість прибудов.
Одяг арчинців схожий на вбрання аварців. Чоловіки одягають овчинні шуби-накидки та папахи; у жінок — чухта (головний убір зі сріблястими прикрасами), покривало на голову, довгі прямі штани та паски яскравого кольору.
У кухні переважають хінкалі, пельмені та коржики з сиром, яйцем та диким часником чи кропивою, різні м'ясні супи, халва.
Родина арчинців невелика, складається всього з двох поколінь, підтримуються традиції поваги до старших, родинна солідарність. У минулому набули поширення родинні шлюби. Більшість звичаїв пов'язані з календарними, господарським циклом, залишились пережитки домусульманських вірувань.
Серед традиційних мистецтв поширена різьба по дереву. Збереглись писемні пам'ятки арчинською, аварською та арабською мовами, були поширені аварський та лакський фольклор. Популярний танець — лезгинка, музичні інструменти — зурна, кумуз, барабан.